# Les Pirates de l'Edelweiss
Pour plus de détails, voir Fiche technique et Distribution.
Les Pirates de l'Edelweiss (Edelweißpiraten) est un film allemand réalisé en 2004 par Niko von Glasow. C'est l'histoire de jeunes allemands résistants contre l'idéologie politique hitlérienne de la Deuxième Guerre mondiale.

## Synopsis
L'histoire se déroule à Cologne-Ehrenfeld en novembre 1944. Karl et Peter Ripke sont deux frères membres d'un groupe anti-nazi se nommant « Pirates Edelweiss». D'autres jeunes allemands font aussi partie de ce groupe révolté contre la Gestapo. Ils sont également aidés par un prisonnier rescapé, Hans Steinbrück, qui est littéralement opposé aux nazis. Un jour, la Gestapo arrête les opposants des nazis, et le groupe de Karl et Peter est menacé. Quand ils sont arrêtés, Karl est déchiré entre la volonté de survivre, le sens des responsabilités, l'amour pour son frère et la fidélité au groupe de l'Edelweiss. Il se retrouve donc confronté à la situation suivante : survivre et sauver son frère des mains de la Gestapo en trahissant son groupe ou mourir en faisant honneur à l'Edelweiss ?

## Fiche technique
Sauf indication contraire, les informations mentionnées dans cette section peuvent être confirmées par la base de données cinématographiques IMDb,  présente dans la section « Liens externes ».
- Titre français : Les Pirates de l'Edelweiss
- Titre original : Edelweißpiraten
- Réalisation : Niko von Glasow
- Scénario : Niko von Glasow, Kiki von Glaso
- Photographie : Jolanta Dylewska
- Montage : Oli Weiss (de), Andreas Wodraschke
- Son : Tilo Busch, Uwe Dresch
- Musique : Andreas Schilling (de)
- Assistants au réalisateur : Bohdan Graczyk, Julia Sobolevskaïa, Marina Smyslova
- Scripte : Barbara Lamber
- Producteur : Niko von Glasow
- Sociétés de production : Palladio Film (de), X-Filme Creative Pool, Filmförderungsanstalt, Filmstiftung Nordrhein-Westfalen, First Floor Features, Westdeutscher Rundfunk
- Pays de production :  Allemagne,  Suisse,  Pays-Bas,  Luxembourg
- Langue de tournage : allemand
- Format : Couleur - 1,85:1 - Son Dolby Digital - 35 mm
- Genre : Film de guerre
- Durée : 111 minutes (1h51)
- Date de sortie :
  - Allemagne : 10 novembre 2005

## Distribution
- Bela B. : Hans Steinbrück
- Ivan Stebounov (ru) : Karl Ripke jeune
- Jean Jülich (de) : Karl Ripke âgé
- Simon Taal (de) : Peter Ripke
- Anna Thalbach : Cilly Serve
- Jochen Nickel (de) : Josef Hoegen
- Jan Decleir : Ferdinand Kütter